# Dávid József (katonatiszt)
Szentpéteri és isztebnei Dávid József (Budapest, 1886 – Ottawa, Kanada, 1969) hivatásos katona, címzetes ezredes.

## Életútja
Nemesi származású volt, az első világháborúban a szerb és az olasz fronton szolgált. A világégést századosi rangban fejezte be, majd Plzeňbe költözött, ahol megnősült, egy morva-szudétanémet származású hölgyet vett el. Házasságából két leánya született. Hamarosan hazaköltözött Magyarországra, ahol különböző helyőrségekben szolgált Székesfehérváron, Pécsett és Egerben. Szülővárosába visszatérve a fővárosban vívást és német nyelvet oktatott a Ludovika Akadémia növendékeinek. 1935-ben Makóra helyezték, ahol városi és járási parancsnoka lett a leventemozgalomnak. A második világháború alatt Makói Honvéd Állomásparancsnokság parancsnoka, 1944. szeptember 22-én kiadta a város kiürítéséről szóló parancsát a szegedi V. honvéd kerületi parancsnokság rendelete alapján. A hadra fogható férfiaknak az  akkori városháza udvarán kellett gyülekezniük, ahonnan Kiskundorozsmán keresztül a Nyugat-Dunántúl felé vezényelték őket. Szeptember 24-én az előretörő szovjet Vörös Hadsereg már nagyon közel járt Makóhoz, rangidősként kézenfekvő lett volna, hogy az ezredes irányítsa a várost védő csapatokat, de ő a parancsnokságot elhárította magától. Makó ostroma 1944. szeptember 25-én este hat órakor kezdődött. Az ezredes nagy hatású beszédet mondott az összegyűlt lakosság előtt, és hitet tett a végsőkig való kitartás, a város megvédése mellett. Ennek ellenére még aznap, az éj leple alatt civil ruhában gépkocsival elhagyta a várost. Hamarosan angol fogságba esett. A világháború után, Franciaországon keresztül kivándorolt a tengerentúlra, Ecuadorban telepedett le. Miután fiatalabb leánya családjával 1956-ban disszidált, felesége pedig egy évvel később illegálisan nyugatra szökött, a családot Kanadában egyesítették újra. Az ország fővárosában, Ottawában telepedett le rokonaival, és ott is halt meg.